# El caballero de la rosa

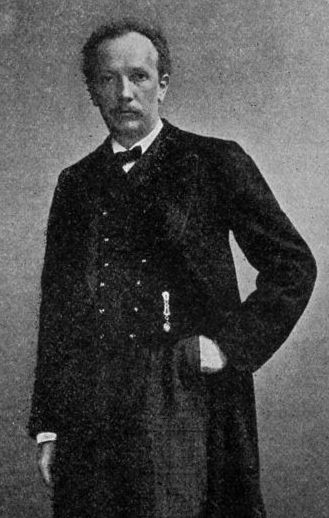
Richard Strauss.

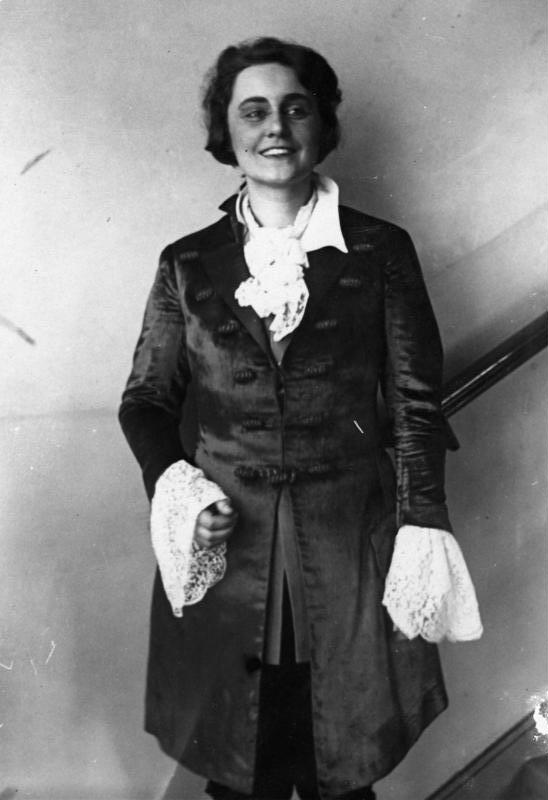
Martha Fuchs como Octavian.

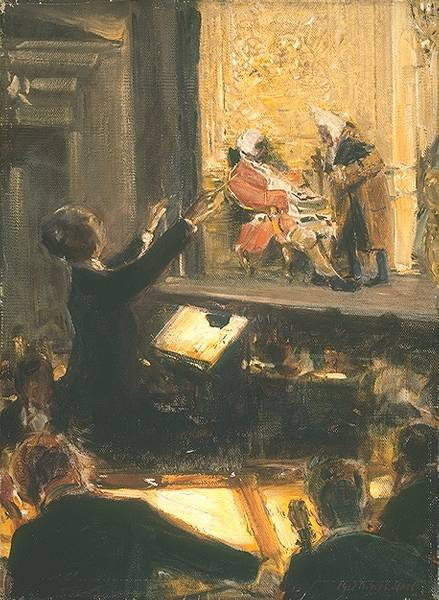
Robert Sterl: Ernst Edler von Schuch dirige El caballero de la rosa (Escena del Primer Acto, Ochs/Notario) (1912)

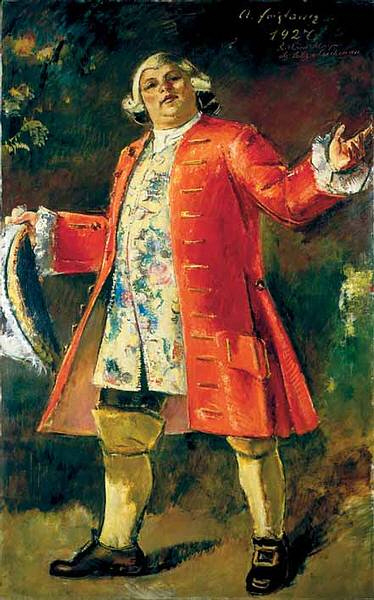
Richard Mayr como el Barón Ochs.

El caballero de la rosa (título original en alemán, Der Rosenkavalier, Op. 59) es una ópera en tres actos con música de Richard Strauss y libreto en alemán de Hugo von Hofmannsthal.
Después de componer óperas como Salomé (1905) y Elektra (1909), en donde asomaba la politonalidad, la atonalidad y el paroxismo expresionista, con un texto dramático influido por el vocabulario freudiano  de las pasiones humanas, Strauss comunicó a Von Hofmannsthal su deseo de componer una ópera distinta, al estilo de la ópera mozartiana, ligera, humorística y ambientada en la sociedad del siglo XVIII (Las bodas de Fígaro).
A diferencia de las óperas anteriores, el libreto de Von Hofmannsthal es original; es decir, que no está basado en obras literarias existentes. En el bosquejo inicial, los protagonistas iban a ser el barón  Ochs y Octavian. Sin embargo, a medida que fue avanzando la escritura de la obra, el personaje de la Mariscala fue creciendo y afirmándose hasta transformarse en un rol protagónico.
El título de la ópera alude a una costumbre inexistente inventada por Von Hofmannsthal, que sirve de excusa para el desarrollo argumental.
Tal fue su popularidad que partían trenes especiales hacia Dresde y posteriormente el compositor resumió en una suite los temas para música de una película muda sobre el tema. El magnífico trío final se cantó en su funeral en 1949, dirigida por un Georg Solti y tres grandes solistas, Marianne Schech, Maud Cunitz y Gerda Sommerschuh.

## Historia
Fue estrenada en la Königliches Opernhaus de Dresde el 26 de enero de 1911, por el director de orquesta Ernest von Schuch y la dirección artística de Alfred Roller. En el Teatro Colón de Buenos Aires se estrenó en julio de 1915 dirigida por Gino Marinuzzi con Rosa Raisa, Gilda Dalla Rizza y Amelita Galli Curci cantada en italiano. Seis años después fue el estreno en España el 2 de abril de 1921, en el Gran Teatro del Liceo, de Barcelona.
El caballero de la rosa sigue siendo una de las óperas más populares; en las estadísticas de Operabase aparece la n.º 37 de las cien óperas más representadas en el período 2005-2010, siendo la 7.ª en alemán y la segunda de Richard Strauss, después de Salomé.

## Personajes
| Personaje                                                             | Tesitura     | Reparto el 26 de enero de 1911 Director: Ernst von Schuch |
| --------------------------------------------------------------------- | ------------ | --------------------------------------------------------- |
| La Mariscala (princesa de Werdenberg, esposa de un mariscal imperial) | soprano      | Margarethe Siems                                          |
| Octavian (conde de Rofrano, joven de 17 años)                         | mezzosoprano | Eva von der Osten                                         |
| Barón Ochs von Lerchenau (primo de la Mariscala)                      | bajo         | Karl Perron                                               |
| Sophie von Faninal (joven y rica casadera)                            | soprano      | Minnie Nast                                               |
| Faninal (rico burgués, padre de Sophie)                               | barítono     | Karl Scheidemantel                                        |
| Marianne Leitmetzerin (doncella de Sophie)                            | soprano      | Riza Eibenschütz                                          |
| Valzacchi (intrigante al servicio del Barón)                          | tenor buffo  | Hans Rüdiger                                              |
| Annina (sobrina de Valzacchi)                                         | contralto    | Erna Freund                                               |
| Cantante italiano                                                     | tenor        | Fritz Soot                                                |
| Un notario                                                            | bajo         | Ludwig Ermold                                             |
| Un posadero                                                           | tenor        | Josef Pauli                                               |
| Sirvientes, policías, camareros, etc.                                 |              |                                                           |

## Argumento
La historia transcurre en Viena, en el siglo XVIII, en los primeros años del reinado de la emperatriz María Teresa I.

### Acto I: Dormitorio de la Mariscala
Amanece mientras la Mariscala y su joven amante, Octavian, intercambian palabras de amor tras haber pasado una noche juntos.
Entra Mohamed, el criado negro de la princesa, con el desayuno y Octavian se esconde. Sale de su escondite cuando Mohamed se retira y la pareja sigue con su diálogo mientras toman el desayuno.
Se oyen ruidos fuera de la habitación. La Mariscala teme que su marido, que se halla de cacería lejos de Viena, haya regresado de improviso, por lo que Octavian se esconde y se disfraza de criada.
Apartando a los lacayos, el barón Ochs, primo de la Mariscala, irrumpe en la habitación y comienza a hablar de su próximo matrimonio con Sophie, la hija del acaudalado burgués  Faninal. Le pide a su prima que le recomiende a un noble que le entregue a Sophie una rosa de plata en señal de compromiso, de acuerdo a la costumbre. Durante la conversación, Ochs coquetea con Mariandel, que no es otro que Octavian disfrazado de criada. Ochs se justifica ante la Mariscala diciendo que aun estando casado seguiría persiguiendo a campesinas y criadas. Viendo la situación, la Mariscala propone a Octavian como portador de la rosa.
Es la hora en que la Mariscala recibe a las visitas y la habitación se llena de gente que acude a solicitar algún favor. Un tenor  italiano ofrece un aria  sentimental, mientras el barón discute con un notario sobre la dote  de Sophie. Entre los visitantes se encuentra una pareja de intrigantes italianos, Annina y Valzacchi, que ofrece sus servicios al barón, quien los contrata para que localicen a Mariandel.
Todos se marchan y la Mariscala, en su soledad, piensa en el futuro de la prometida, entregada a un ser tan desagradable como su primo, y recuerda cómo fue obligada en su juventud a casarse con un hombre mayor al que no amaba. Estos recuerdos la llenan de melancolía, y le hacen reflexionar sobre el paso del tiempo y la vejez que se acerca irremediablemente.
Cuando Octavian regresa, la Mariscala le asegura que tarde o temprano encontrará una muchacha de su edad de la que se enamorará, y la abandonará para siempre. Esto enfurece al muchacho, que le asegura que nunca dejará de amarle. Cuando Octavian se marcha, la Mariscala repara en que no se ha despedido con un beso como era habitual y manda a sus criados a buscarle, pero ya no le encuentran. Entonces, le envía la rosa que ha de presentar a la prometida del barón.

### Acto II: Sala de visitas en la casa de Faninal
En la mansión de Faninal se espera la llegada del caballero que entregará la rosa de plata. Faninal, muy nervioso, trata de calmar a su hija, mientras Marianne, el aya de Sophie, mira por la ventana la llegada de Octavian.
Anunciado por una multitud de lacayos, Octavian entra lujosamente vestido, y presenta la rosa de plata a Sophie, quien la acepta extasiada; cuando ambos cruzan sus miradas, comienzan a sentirse irresistiblemente atraídos.
Cuando la escolta se retira, ambos jóvenes se sientan a conversar, pero son interrumpidos por la entrada del barón Ochs, escandalizando a Sophie con sus groseros elogios. Luego, Ochs se retira a discutir el contrato de matrimonio con el padre de la joven.
La pareja se queda a solas. Sophie afirma que no se casará con el barón y ambos se abrazan declarándose su amor. Valzacchi y Annina los sorprenden y llaman a Ochs, pero este no da importancia a lo sucedido. Octavian dice al barón que Sophie jamás se casará con él y le reta a duelo. El barón se muestra inexperto con la espada y Octavian le hiere levemente.
En medio de la confusión, Sophie le dice a su padre que nunca se casará con Ochs, y Faninal amenaza con hacerle ingresar a un convento si no accede a casarse. Entre tanto, Octavian contrata los servicios de Annina y Valzacchi para salvar a Sophie de esta situación.
El barón, a quien los criados han dejado solo, se recupera del susto bebiendo vino. Annina entra con una carta de Mariandel en la que le pide una cita con ella, y Ochs vislumbra una conquista amorosa.

### Acto III: Una habitación en una posada
Instigados por Octavian, Annina y Valzacchi preparan la trampa que le han tendido al barón. Poco después, entran Ochs y Mariandel para cenar en privado, mientras la falsa doncella se muestra tímida y nerviosa.
De repente unas extrañas apariciones se ven en distintos lugares de la habitación, dejando perplejo al culpable barón. Luego, Annina disfrazada de viuda, aparece con varios niños gritando que Ochs es su padre. Llega la policía, y Ochs en su defensa presenta a Mariandel como su prometida llamándola Sophie von Faninal, pero en ese momento aparece Faninal, quien llama a su hija para que refute la absurda pretensión del barón.
Cuando Octavian susurra a la policía la verdad sobre su disfraz, entra la Mariscala y comprende rápidamente todo lo ocurrido, haciendo desistir a Ochs de su pretensión de casarse con Sophie.
La Mariscala se queda a solas con los jóvenes amantes y renuncia generosamente a Octavian a favor de Sophie. Luego abandona el lugar junto al padre de Sophie, quién se siente feliz por haber cumplido su deseo de ingresar en la nobleza. Octavian y Sophie quedan solos, y llenos de dicha repiten su declaración de amor.

## Análisis de la trama
"El caballero de la rosa" combina una farsa  de enredos al estilo de las comedias del siglo XVIII, centrada en el barón Ochs, con una profunda reflexión sobre el paso del tiempo, a cargo de la Mariscala.
Estos dos temas destacan la oposición entre estos dos roles. El barón es un personaje burdo, lujurioso y pedante, mientras la Mariscala representa el pensamiento moderno, refinado e inteligente.
Si bien la trama está ambientada en el siglo XVIII, los temas tratados son enfocados desde las ideas del siglo XX. No hay censura alguna respecto del hecho que la Mariscala sea infiel a su marido con un joven adolescente, sino que por el contrario este personaje es tratado con respeto y afecto. Por otra parte, la intención del barón de casarse con Sophie se muestra en todo momento con sarcasmo e ironía, resaltando las aristas más viles y cínicas de esta unión. Finalmente, cuando Sophie descubre el tipo de persona que es el barón Ochs, decide no casarse con él, actitud que difícilmente sería tolerada en el momento en que transcurre la obra.
Los roles de Octavian y la Mariscala se corresponden con los de Cherubino y la Condesa en "Las bodas de Fígaro" de Mozart, pero mientras en ésta el amor de Cherubino hacia la Condesa no es correspondido, Strauss los presenta como amantes desde el comienzo de la ópera.
Al igual que en la citada ópera de Mozart, una mujer asume el papel de un joven, en este caso Octavian, pero en la obra de Strauss se acentúa la confusión sexual que esto provoca. En las primeras funciones a partir del estreno de esta obra, muchos espectadores se escandalizaron por el hecho de que la obra comience con una escena de alcoba entre dos mujeres, donde una de ellas toma el rol de un joven. Esta confusión se acentúa cuando el barón persigue a una criada que en realidad es un joven disfrazado de mujer, pero cuyo rol es representado por una mujer. Si bien una situación similar se presenta en "Las bodas de Fígaro", no tiene un papel central dentro de la trama, como en esta ópera.
Una diferencia significativa respecto de "Las bodas de Fígaro" es que el libreto de Von Hofmannsthal carece del contenido social que subyace en la obra de Mozart. Mientras en la ópera de Mozart la trama pone en evidencia conflictos entre la aristocracia  y las clases bajas (lo que motivó que la obra teatral en la que se basa estuviera prohibida en varias ciudades de Europa), en la obra de Strauss los conflictos se dirimen entre la aristocracia y la burguesía acomodada.

Casamiento a la moda de W. Hogarth

El libreto de Von Hofmannsthal evoca la ironía y el tono moralista de la obra “Marriage à-la-mode” (“Casamiento a la moda”), del pintor inglés William Hogarth. Esta obra relata a través de seis pinturas las nefastas consecuencias de un contrato matrimonial entre el hijo de un aristócrata en decadencia y la hija de un burgués millonario. La cuarta pintura de esta serie inspiró la escena del primer acto en la que la Mariscala recibe a las visitas, al notario, al peluquero y al cantante con el flautista.

## Música
En "El caballero de la rosa" (Der Rosenkavalier) Strauss se aleja de algunos rasgos vanguardistas que muestran sus óperas anteriores, cercanos a la atonalidad, y opta por un lenguaje más luminoso, donde el cromatismo de raíz wagneriana cede ante un esquema predominantemente diatónico.
Al igual que Wagner, Strauss utiliza una serie de motivos que identifican a los personajes y a las situaciones, y que aparecen a lo largo de la obra con distintas transformaciones.
El preludio se abre con el tema de Octavian a cargo de la trompa, brusco y enérgico, recordando a “Don Juan”, uno de los poemas sinfónicos del autor.
En este fragmento se expone por primera vez el tema que va a servir para describir los sentimientos de la Mariscala. Se trata de un tema que a pesar de no carecer de fuerza, muestra nostalgia y resignación.
El aria italiana del primer acto, “Di rigori armato il seno”, es una serenata sentimental que imita una página típica del repertorio tradicional. Es un fragmento pleno de lirismo, de gran exigencia vocal, que en su repetición contrasta con el diálogo entre el barón y el notario discutiendo los términos del contrato matrimonial, ante el cual el aria es interrumpida abruptamente.
La escena final de este acto comienza con el monólogo de la Mariscala, “Da geht er him”. Este personaje ya se había mostrado como amante experta y sensual en la escena con Octavian, y como dama frívola y noble en los diálogos con el barón. Ahora aparece como una mujer madura y reflexiva. En este fragmento Strauss utiliza instrumentos solistas que dan a la orquesta una sonoridad camerística que subraya el ambiente intimista de la escena. La aparición de Octavian es acompañada con una música apasionada y por momentos dramática, que contrasta con el tono sereno y melancólico de la Mariscala.
En el segundo acto se destaca la escena del encuentro entre Octavian y Sophie, “Mir ist die ehre widerfahren”, en la cual el acto de entrega de la rosa de plata se transforma en un dúo de amor. La melodía extasiada de Sophie llega hasta el extremo agudo en pianissimo, y el compositor logra a través de la música y el texto suspender y elevar a los personajes hasta colocarlos por encima del espacio y del tiempo. Se introduce el tema de la rosa de plata, con una orquestación sumamente original, que consiste en 3 flautas, 3 violines, celesta  y 2 arpas, de modo que el sonido tenga matices plateados y sugiera el metal de la rosa. La escena concluye con un epílogo orquestal, en el que una intervención del clarinete  indica la presencia del barón Ochs, y rompe el clima poético de la escena.
Un párrafo aparte merece el uso del vals como forma musical presente en muchos momentos de la partitura. Se trata de un anacronismo deliberado, ya que esta forma musical es del siglo XIX, y no era común en la época en que transcurre la acción. Uno de los fragmentos más célebres de esta ópera es el vals que está a cargo del barón en el segundo acto, “Ohne mich, ohne mich jeder tag dir so bang”. Si bien el barón se expresa mayormente con frases entrecortadas y recitadas, los momentos en que se expresa melódicamente son en general cuando lo hace con ritmo de vals. De esta manera, el uso del vals está ligado al personaje del barón. En lugar de la brillantez de los valses vieneses de Johann Strauss, los que se escuchan en esta obra están cargados de ironía y tienen un aire decadente.
El Acto III culmina con el trío entre la Mariscala, Octavian y Sophie, “Hab` mir`s gelobt”, una de las páginas más bellas de la producción operística de Strauss, en el que la Mariscala renuncia a su amor por Octavian, dando por cumplido aquello que había anunciado al final del primer acto. El compositor muestra su habilidad para combinar tres voces femeninas de timbre parecido sin que esto resulte monótono y confuso. Las voces entran en forma sucesiva, introduciendo variantes que crean una estructura cada vez más compleja.
La obra se cierra con el dúo de Octavian y Sophie, “Ist ein Traum, kann nicht wirklich sein”, en el que expresan mutuamente su amor, con los temas ya expuestos en el segundo acto.

## Datos útiles
- Uno de los valses fue citado en la Sinfonía de Luciano Berio. El mismo fue usado en la película de Steven Spielberg Inteligencia Artificial, en el momento que Gigolo Joe y el robot "con sentimientos" David van llegando a Rouge City. Por ello, la música simboliza la decadencia de esa ciudad.

- La soprano  lírica alemana Elisabeth Schwarzkopf fue una de las más grandes y celebradas intérpretes de la protagonista, la Mariscala (Marschallin), aunque también fue interpretada con solvencia por grandes cantantes como Sena Jurinac, Christa Ludwig, Lisa Della Casa, Elisabeth Grümmer, Claire Watson, Evelyn Lear, Kiri Te Kanawa, Gwyneth Jones, Felicity Lott y en especial, la soprano dramática francesa Régine Crespin (alumna de otra importante Mariscala francesa Germaine Lubin) señalada por Lotte Lehmann, la Mariscala favorita del compositor, como su sucesora. En la actualidad, las más relevantes Mariscalas son Renee Fleming, Nina Stemme, Soile Isokoski, Angela Denoke y Adrianne Pieczonka.

- Algunas notables sopranos dramáticas fueron también importantes Mariscalas, tal el caso de Birgit Nilsson y Astrid Varnay; asimismo sopranos mediterráneas como Montserrat Caballé y Renata Scotto han descollado en el personaje.

- Entre los más famosos Octavian se destacaron las mezzosopranos líricas Christa Ludwig, Tatiana Troyanos, Frederica von Stade, Anne Sofie von Otter, Brigitte Fassbaender, Gwyneth Jones y Susan Graham.

- Entre las más conocidas Sofías figuran Elisabeth Schumann, Lucia Popp, Helen Donath, Edith Mathis, Reri Grist, Barbara Bonney y Kathleen Battle.

- Contadas intérpretes femeninas cantaron a lo largo de su trayectoria los tres papeles (Mariscala, Octavian y Sophie), entre ellas Lotte Lehmann, Lisa Della Casa, Sena Jurinac, la sueca Elisabeth Söderström y la norteamericana Evelyn Lear.

- En ocasiones especiales o grabaciones comerciales ya es tradición que el breve papel del Tenor italiano lo canten famosos tenores como Fritz Wunderlich, Nicolai Gedda, Plácido Domingo, Luciano Pavarotti, José Carreras, Ramón Vargas y Jonas Kaufmann.

- Los directores de orquesta que han descollado en la interpretación de esta ópera han sido Erich Kleiber, Karl Böhm, Georg Solti, Herbert von Karajan, Leonard Bernstein, Bernard Haitink y Carlos Kleiber.

- Con motivo de un montaje de esta ópera, el Metropolitan Opera House de Nueva York encargó el cartel anunciador al pintor del pop art Richard Lindner.

## Discografía principal
- 1933 Lotte Lehmann(Die Feldmarschallin),Maria Olczewska(Oktavian),Elisabeth Schumann(Sofie),Richard Mayr(Barón Ochs),Filarmónica de Viena,Rober Heger(abreviada)
- 1954 Maria Reining (Die Feldmarschallin), Sena Jurinac (Octavian), Hilde Güden (Sophie), Anton Dermota (Italian Tenor), Ludwig Weber (Barón Ochs) / Filarmónica de Viena / Erich Kleiber. Grabación de excepcional calidad.[3]
- 1958 Marianne Schech (Die Feldmarschallin), Irmgard Seefried (Octavian), Rita Streich (Sophie), Anton de Ridder (Italian Tenor), Kurt Böhme (Barón Ochs) / Staatskapelle Dresden / Karl Böhm
- 1956 Elisabeth Schwarzkopf (Die Feldmarschallin), Christa Ludwig (Octavian), Teresa Stich-Randall (Sophie), Nicolai Gedda (Italian Tenor), Otto Edelmann (Barón Ochs), / Philharmonia Orchestra / Herbert von Karajan
- 1964 Régine Crespin (Die Feldmarschallin), Elisabeth Söderström (Octavian), Hilde Güden (Sophie), Heinz Holecek (Faninal) / Filarmónica de Viena / Silvio Varviso
- 1978 Gundula Janowitz (Die Feldmarschallin), Yvonne Minton (Octavian), Lucia Popp (Sophie), Luciano Pavarotti (Italian Tenor), Kurt Moll (Barón Ochs) / Ópera Estatal de Viena / Christoph von Dohnányi
- 1969 Christa Ludwig (Die Feldmarschallin), Tatiana Troyanos (Octavian), Edith Mathis (Sophie), Anton de Ridder (Italian Tenor), Theo Adam (Barón Ochs) / Ópera Estatal de Viena / Karl Böhm
- 1969 Régine Crespin (Die Marschallin), Yvonne Minton (Octavian), Helen Donath (Sophie), Luciano Pavarotti(Italian Tenor), Manfred Jungwirth (Barón Ochs) / Filarmónica de Viena / Georg Solti
- 1971 Christa Ludwig (Die Feldmarschallin), Gwyneth Jones (Octavian), Lucia Popp (Sophie), Plácido Domingo (Italian Tenor), Walter Berry (Barón Ochs) / Filarmónica de Viena / Leonard Bernstein
- 1976 Evelyn Lear (Die Feldmarschallin), Frederica von Stade (Octavian), Ruth Welting (Sophie), José Carreras (Italian Tenor), Jules Bastin (Barón Ochs), Filarmónica de Róterdam Edo de Waart
- 1982 Anna Tomowa Sintow (Die Feldmarschallin)), Agnes Baltsa (Octavian), Janet Perry (Sophie), Vinson Cole (Italian Tenor), Kurt Moll (Barón Ochs) / Filarmónica de Viena / Herbert von Karajan
- 1990 Kiri Te Kanawa (Die Feldmarschallin), Anne Sofie von Otter (Octavian), Barbara Hendricks (Sophie), Richard Leech (Italian Tenor), Kurt Rydl (Barón Ochs) / Staatskapelle Dresden / Bernard Haitink

### DVD
- 1960 Elisabeth Schwarzkopf (Die Feldmarschallin), Sena Jurinac (Octavian), Anneliese Rothenberger (Sophie), Otto Edelmann (Barón Ochs) / Filarmónica de Viena / Herbert von Karajan
- 1979 Gwyneth Jones (Die Feldmarschallin), Brigitte Fassbaender (Octavian), Lucia Popp (Sophie), Francisco Araiza (tenor mexicano), Manfred Jungwirth (Barón Ochs) / Bayerische Staatsoper / Carlos Kleiber
- 1985 Kiri Te Kanawa (Die Feldmarschallin), Ann Howells (Octavian), Barbara Bonney (Sophie), Dennis O’Neil (tenor italiano), Aage Haugland (Barón Ochs) / Royal Opera House / Georg Solti
- 1994 Felicity Lott (Die Feldmarschallin), Anne Sofie von Otter (Octavian), Barbara Bonney (Sophie), Keith Ikaya-Purdy (tenor italiano), Kurt Moll (Barón Ochs) / Ópera Estatal de Viena / Carlos Kleiber
- 2004 Adrianne Pieczonka (Die Feldmarschallin), Angelika Kirchschlager (Octavian), Miah Persson (Sophie), Piotr Beczala (tenor italiano), Franz Hawlata (Barón Ochs) / Ópera Estatal de Viena / Semyon Bychkov
- 2007 Anne Schwanewilms (Die Feldmarschallin), Anke Vondung (Octavian), Maki Mori (Sophie), Roberto Saccà (tenor italiano), Kurt Rydl (Barón Ochs) / Dresden Staatsoper / Fabio Luisi
- 2009 Renée Fleming (Die Feldmarschallin), Sophie Koch (Octavian), Diana Damrau (Sophie), Franz Hawlata (Barón Ochs), Jonas Kaufmann (tenor italiano) / Filarmónica de Múnich / Christian Thielemann